# Annona glabra
Annona glabra este o specie de plante angiosperme din genul Annona, familia Annonaceae, descrisă de Carl von Linné. Conform paginii de internet "Catalogue of Life", specia Annona glabra nu are subspecii cunoscute.